# Zwelklei
Zwelklei is een bodemsoort, het is klei, met het vermogen om relatief veel water op te nemen. Het volume wordt groter en de massa klei zwelt daardoor op. Eenmaal opgezwollen klei kan in periodes van droogte het opgenomen water weer afstaan waardoor de massa klei slinkt, met als gevolg dat het volume kleiner wordt. Niet alleen het water tussen de kleideeltjes kan worden afgestaan, ook het water uit de kristalstructuur kan uit de zwelklei verdwijnen.
De discussie over zwelklei is relevant in verband met ondergrondse gasopslag, van aardgas, koolzuurgas en ondergrondse waterstofopslag en ook in verband met bouwschadepreventie. Zwelklei, bentoniet en Dämmer worden ervoor gebruikt om bijvoorbeeld ondergrondse leidingen mee af te dichten.